# Ересоєн
Ересоєн (д/н — 1750) — великий оба (володар) держави Едо в 1740—1750 роках.

## Життєпис
Син великого оби Акензуа I. Після смерті останнього 1740 року успадкував трон. Активно приборкував надмірно потужну знать та зумів відновити вплив над сусідніми державами на південному заході. Продовжив розвиток торгівельних стосунків з європейцям. Вже 1740 року за підтримки голландців заснував фінансовий заклад овіґо (на кшталт банку), який остаточно почав діяльність 1743 року.
Втім невдовзі вступив у суперечку з голландським комендантом факторі в Уготоні Віллем Хоггом, який бажав отримати дозвіл на торгівлю слоновою кісткою та більше прав у розшуку рабів-втікачів. Зрештою було домовлено про особисті перемовини з цих питань. Втім під час суперечки Хогг у приступі люті вистрелив з пістолету в Ересоєна, але того закрив собою омада (носій меча). Разом з тим через сум'яття Віллем Хогг зміг втекти. Це призвело до розриву з голландцями, чим скористалися британці та португальці. Але невдовзі езомо Обія рушив до Уготону, де голландці видали віллема Хогга, якого було страчено.
Ересоєн вимушений був рахуватися з зростаючою потугою езомо, який почав втручатися в політичні справи разом з іаясою. Через езомо Обію Ересоєн домовився з новим комендантом голландської факторії ван Маркена стосовно поновлення торгівлі.
Для об'єднання підданих запровадив свято-маскарад, присвячене напівміфісному герою Одудуа. Також вважається винахідником флейти із слонової кістки. Відомо також про придушення повстання в області Агбор. Помер Ересоєн 1750 року. Йому спадкував малолітній син Акенгбуда.